# Anopheles crucians
Anopheles crucians một loài côn trùng nhỏ được tìm thấy ở hồ, đầm lầy. Nó có thể là vật chủ truyền bệnh sốt rét.
- Walter Reed Biosystematic Unit Characteristics, Bionomics, Medical Importance
- GeoSpecies Knowledge Base University of Wisconsin Lưu trữ ngày 26 tháng 7 năm 2011 tại Wayback Machine